# كلارنس سنكلير بول
كلارنس سنكلير بول (بالإنجليزية: Clarence Bull)‏ هو مصور أمريكي، ولد في 22 مايو 1896 في سن ريفر في الولايات المتحدة، وتوفي في 8 يونيو 1979 في لوس أنجلوس في الولايات المتحدة بسبب مرض.